# Glencoe (Kentucky)
Pour les articles homonymes, voir Glencoe.
Glencoe est une ville américaine située dans le comté de Gallatin, dans le Kentucky. Selon le recensement de 2020, sa population est de 350 habitants.